# Józefin (Jakubów)
Pour les articles homonymes, voir Józefin.
Józefin (prononciation : [juˈzɛfin]) est un village polonais de la gmina de Jakubów dans le powiat de Mińsk de la voïvodie de Mazovie dans le centre-est de la Pologne.
Il se situe à environ 3 kilomètres au sud de Jakubów (siège de la gmina), 9 kilomètres à l'est de Mińsk Mazowiecki (siège du powiat) et à 48 kilomètres à l'est de Varsovie (capitale de la Pologne).

## Histoire
De 1975 à 1998, le village appartenait administrativement à la voïvodie de Siedlce.